# Robert Barnwell
Robert Gibbes Barnwell (* 21. Dezember 1761 in Beaufort, Province of South Carolina; † 24. Oktober 1814 ebenda) war ein amerikanischer Offizier und Politiker. Er war der Vater von Robert Woodward Barnwell, einem Senator der Vereinigten Staaten und der konföderierten Staaten.

## Werdegang
Robert Gibbes Barnwell besuchte öffentliche Schulen und wurde dann von Privatlehrern unterrichtet. Bei Ausbruch des Unabhängigkeitskrieges meldete er sich im Alter von gerade 16 Jahren freiwillig zum Dienst in der Miliz. Nach der Schlacht von Stono Ferry lag seine Kompanie Ende Juni 1779 bei Johns Island (South Carolina). Ein britischer Überraschungsangriff in der Nacht verwickelte sie dort in ein schweres Gefecht, das besser bekannt wurde als die Schlacht von Mathews’ Plantation. Barnwell wurde dabei so schwer verwundet, dass man ihn entkleidete und zum Sterben liegen ließ. Er wurde von einem Sklaven auf dem Schlachtfeld gefunden und zu seiner Tante Sarah Gibbes auf ihre nahe gelegene Plantage gebracht. Dort pflegten sie und ihre Tochter ihn wieder gesund. Er konnte im folgenden Frühjahr wieder seinen Dienst aufnehmen und kehrte nun als Lieutenant zu seiner Einheit zurück. Als General Benjamin Lincoln am 12. Mai 1780 bei Charleston seine Kapitulation verkünden musste, geriet Barnwell in Gefangenschaft. Er wurde auf dem Transportschiff Pack Horse inhaftiert, wo er bis zu seinem Austausch im Juni 1781 verblieb. Danach kehrte er in die Miliz zurück. Bei Ende des Krieges bekleidete er den Dienstgrad eines Lieutenant Colonel.
Barnwell kehrte nach Beaufort zurück und wurde 1787 in das Repräsentantenhaus von South Carolina gewählt, wo er bis  1788 einen Sitz hatte. Im Anschluss vertrat er zwischen 1788 und 1789 seinen Heimatstaat als Delegierter im Kontinentalkongress. Danach kehrte er in das Repräsentantenhaus von South Carolina zurück, wo er zwischen 1790 und 1791 und noch einmal zwischen 1794 und 1801 tätig war. Während dieser Zeit hatte er 1795 den Posten des Speaker inne.
Im Frühjahr 1788 nahm Barnwell als Delegierter an der verfassunggebenden Versammlung von South Carolina teil, auf der die US-Verfassung ratifiziert wurde. Dann wurde er in das US-Repräsentantenhaus gewählt, wo er zwischen 1791 und 1793 verblieb. Er lehnte eine erneute Kandidatur ab. Anfang 1795 war er Vorsitzender des Kuratoriums des neuen Beaufort College, eine Stellung, die er viele Jahre lang bekleidete. Ferner wurde er in den Senat von South Carolina gewählt, wo er zwischen 1805 und 1806 tätig war. Im ersten Jahr war er Senatspräsidenten. Barnwell war Sklavenhalter.
Barnwell verstarb 1814 in Beaufort und wurde dort auf dem Friedhof der St. Helena Episcopal Church beigesetzt.